# Txema del Olmo
Txema del Olmo Zendegi (Marbella, 26 april 1973) is een Spaans voormalig beroepswielrenner. Hij reed voor onder meer Euskadi.
Del Olmo wordt in 2001 in de Ronde van Frankrijk betrapt op het gebruik van epo en wordt door zijn ploeg Euskaltel-Euskadi uit de Ronde genomen en ontslagen. Hij werd door de Spaanse wielerbond vrijgesproken, vanwege een gebrek aan bewijs. Hierop ging de UCI in beroep bij het CAS, die Del Olmo veroordeelde tot een schorsing van twee jaar op het hoogste niveau.
Het jaar erop reed hij bij het kleine Portugese Milaneza-MSS. Hier rijdt hij nog vier seizoenen, waarna hij een punt achter zijn professionele carrière zet.

## Belangrijkste overwinningen
1998
- 8e etappe Ronde van de Toekomst

## Resultaten in voornaamste wedstrijden
| Jaar | Ronde van Italië | Ronde van Frankrijk | Ronde van Spanje |
| ---- | ---------------- | ------------------- | ---------------- |
| 1999 |                  |                     | 16e              |
| 2000 |                  |                     | 15e              |
| 2001 |                  | opgave              |                  |
| 2003 |                  |                     | 16e              |